# Echinochaete russiceps
Echinochaete russiceps är en svampart som först beskrevs av Berk. & Broome, och fick sitt nu gällande namn av D.A. Reid 1963. Echinochaete russiceps ingår i släktet Echinochaete och familjen Polyporaceae.   Inga underarter finns listade i Catalogue of Life.